# Freds Pass
Freds Pass ist eine ländliche Gemeinde in den Außenbezirken von Darwin im Northern Territory von Australien. Die Gemeinde gehört zur Litchfield Municipality. Ihr Name geht auf eine Lücke in den Daly Ranges zurück, durch welche Fred's Pass Road verlief, eine Straße, die später Teil des Stuart Highways wurde. Der Name wurde ihr von dem Landvermesser William Patrick Auld zu Ehren des Entdeckers Frederick Henry Litchfield (genannt Fred) gegeben.